# Cissus decidua
Cissus decidua är en vinväxtart som beskrevs av J. A. Lombardi. Cissus decidua ingår i släktet Cissus och familjen vinväxter. Inga underarter finns listade i Catalogue of Life.